# Макналти, Эмибет
Э́мибет Макна́лти (англ. Amybeth McNulty, род. 7 ноября 2001, Донегол) — ирландско-канадская актриса. В 2017 году Макналти исполнила ведущую роль Энн Ширли в телесериале CBC/Netflix «Энн» по роману «Энн из Зелёных крыш».
Макналти снялась в роли молодой Агаты в телесериале «Агата Рэйзин».

## Биография
Эмибет Макналти родилась 7 ноября 2001 года в Ирландии. Она — единственный ребёнок отца-ирландца и матери-канадки. Она выросла в сельской местности недалеко от Леттеркенни, Донегол и получила домашнее образование. В одном из интервью она заявила, что никогда не была в школе. «Это замечательно», — сказала она о домашнем обучении, — «мне действительно понравилось, и я не думаю, что я что-то пропустила». В настоящее время она преимущественно учится в интернете. Она описала это как «своего рода самодисциплину».

## Фильмография
| Год       |   | Русское название         | Оригинальное название | Роль            |
| --------- | - | ------------------------ | --------------------- | --------------- |
| 2014      | с | Агата Рэйзин             | Agatha Raisin         | Агата в детстве |
| 2015      | с | Тайна проекта «Спартикл» | The Sparticle Mystery | Спутник         |
| 2015      | с | С чистого листа          | Clean Break           | Дженни Ран      |
| 2016      | ф | Морган                   | Morgan                | Морган (10 лет) |
| 2017—2019 | с | Энн                      | Anne with an E        | Энн Ширли       |
| 2022      | с | Очень странные дела      | Stranger things       | Вики            |